# Chrustenice
Chrustenice település Csehországban, a Berouni járásban. Chrustenice Vráž, Rudná, Loděnice, Nenačovice, Drahelčice, Chyňava és Nučice településekkel határos. Lakosainak száma 1093 fő (2024. január 1.).

## Népesség
A település lakosságának változását az alábbi diagram mutatja:
| Lakosok száma | 278  | 480  | 581  | 568  | 644  | 632  | 936  | 970  | 1024 | 1093 |
|               | 1869 | 1890 | 1921 | 1950 | 1980 | 2001 | 2017 | 2019 | 2022 | 2024 |